# 5 avril 1945
Le jeudi 5 avril 1945 est le 95e jour de l'année 1945.

## Naissances
- Aloysio Nunes, politicien brésilien
- Balbir Singh Kular, joueur indien de hockey sur gazon
- Cem Karaca (mort le 8 février 2004), musicien turc
- Katalin Makray, gymnaste artistique hongroise
- Ove Bengtson, joueur de tennis suédois
- Paul Hutchins, joueur de tennis britannique
- Sika Anoa'i, catcheur samoan
- Steve Carver, réalisateur américain
- Tommy Smith, footballeur anglais
- Zoran Živković, joueur et entraîneur serbe de handball

## Décès
- Heinrich Borgmann (né le 15 août 1912), militaire allemand
- Karl Otto Koch (né le 2 août 1897), officier SS allemand
- Romano Magnaldi (né le 3 janvier 1928), résistant italien

## Événements
- Tchécoslovaquie : Le programme de Košice adopte le principe d’une république où Tchèques et Slovaques seraient traités sur un pied d’égalité, avec un programme de nationalisations, une réforme agraire et la planification de l’économie.
- Tito signe un accord avec l'Union soviétique permettant l’« entrée temporaire de troupes soviétiques sur le territoire yougoslave ».
- Insurrection géorgienne de Texel (fin le 20 mai).
- Japon : le gouvernement de Kuniaki Koiso décide de négocier la paix, mais ne parvient pas imposer ses vues aux militaires et démissionne.